# Haruspicjum
Haruspicjum – wróżba z wnętrzności zwierząt, zwłaszcza ofiarnych. Osoba zajmująca się haruspicją to haruspik.

## W Polsce
Według Kazimierza Moszyńskiego w Malborskiem wróżono z kształtu śledziony o bliskiej śmierci domownika. W różnych okolicach Polski (np. nad dolnym Bugiem) na podstawie śledziony zabitego wieprza przewidywano przebieg nadchodzącej zimy.
Według Zuzanny Krótkiej w staropolszczyźnie wróżącego z wnętrzności zwierząt określano jako wróżca.